# Templo Imperial Ancestral

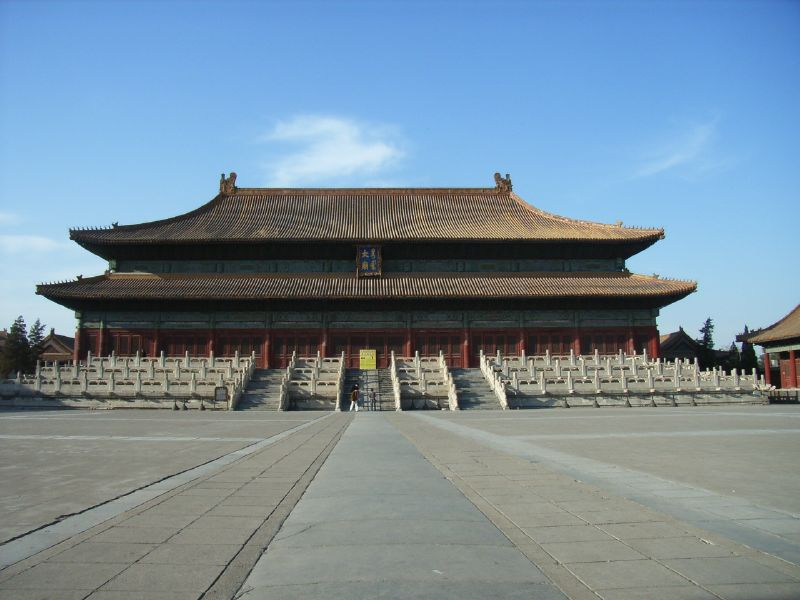
El Salón Imperial Ancestral de Pekín

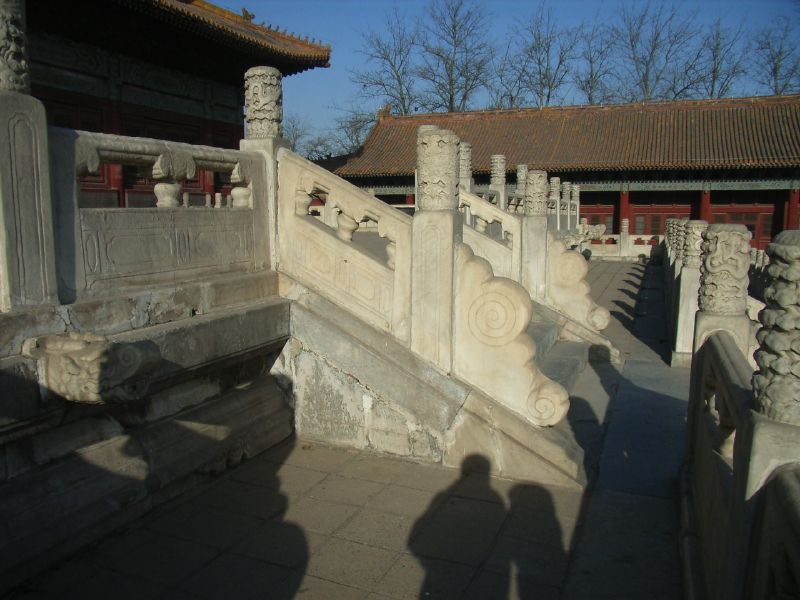

El Templo Imperial Ancestral, Salón Ancestral o Taimiao (en chino tradicional, 太廟; en chino simplificado, 太庙; pinyin, Tàimiào) es un edificio histórico en el centro de Pekín, justo fuera de la Ciudad Prohibida, donde se celebraron ceremonias de sacrificios durante las dinastías Ming y Qing en las fiestas más importantes en honor a los ancestros de la familia imperial.
El templo, que tiene una planta similar a la de la Ciudad Prohibida, es un grupo de edificios distribuidos en torno a tres grandes patios separados por muros. El salón principal del templo es el Salón del Culto de los Antepasados, que es uno de los cuatro edificios de Pekín que se elevan sobre una plataforma de tres niveles, indicio de que era el lugar más sagrado del Pekín imperial. Contiene lápidas de emperadores y emperatrices, así como incensarios y ofrendas. Con motivo de grandes ceremonias para el culto de los ancestros, los emperadores venían aquí para participar en ellas.
Flanqueando el patio, frente a este salón, hay dos edificios largos y estrechos, que eran salas de culto para varios príncipes y cortesanos. La Ala Oeste albergaba las lápidas de cortesanos meritorios, y la Ala Este consagró varios príncipes de la Dinastía Qing.
Detrás del Salón del Culto de los Antepasados hay dos otros salones. El primero de ellos se construyó en 1420 y almacenaba las lápidas de los ancestros imperiales. 
En la década de 1920, el Templo Ancestral Imperial y sus alrededores se convirtieron en un parque público, y aquel parque se ha expandido y ahora también se llama Palacio Cultural de los Trabajadores (劳动人民文化宫; pinyin: Láodòng Rénmín Wénhuà Gōng). El parque se extendió sobre la base del emplazamiento del Salón Ancestral Imperial, y se sitúa al este de Tiananmen, mientras que el Parque Zhongshan se sitúa al oeste. Estos dos parques, junto con el Parque Beihai y Jingshan y varios otros tienen una profunda relación histórica con la Ciudad Prohibida.